# 林優枝
林 優枝（はやし ひろえ、1967年3月21日 - ）は、日本の女優。
東京都出身。埼玉県新座市在住。

## 略歴
1978年、劇団ひまわり入団。主に映画、テレビドラマなどで活躍する。
1982年「マタギ」で映画デビュー。1980年「1年B組 新八先生」テレビデビュー。1987年「アンチゴーヌ」で舞台主演デビュー。
1982年の『転校生』から2007年の『転校生-さよなら あなた-』まで大林宣彦監督の7作品に出演する。
埼玉県新座市にて子育てを最優先しつつ、学校での読み聞かせや朗読の舞台出演、老人ホーム慰問などできる範囲での活動を行う。

## 人物
3人姉妹の次女。
特技は、英会話。得意なスポーツはバレーボール。

## 主な出演

### 映画
- マタギ（1982年、青銅プロダクション） - より子 役
- 転校生（1982年、松竹） - 吉野アケミ 役
- さびしんぼう（1985年、東宝） - 木島マスコ 役
- 傷だらけの勲章（1986年）
- 野ゆき山ゆき海べゆき（1986年、ATG） - ハル 役
- トットチャンネル（1987年、東宝） - 五代幸代 役
- 淀川長治物語 神戸篇 サイナラ（2000年、PSC） - 花蝶 役
- 理由（2004年、アスミック・エース エンタテインメント） - 三田ハツエの次女 役
- 転校生-さよなら あなた-（2007年、角川映画） - 旅芸人座員 役

### テレビドラマ
- 1年B組新八先生（1980年、TBS） - 辻あり子 役
- 暴れん坊将軍のシリーズ （テレビ朝日）
  - 吉宗評判記 暴れん坊将軍 第189話「鬼を哭かせた母ごころ」（1981年） - お鶴 役
  - 暴れん坊将軍II 第161話「暗殺計画、手引きは御生母!?」（1986年） - きよ 役
- 必殺シリーズ （朝日放送）
  - 新・必殺仕事人 第46話「主水火の用心する」（1982年） - おしん 役
  - 必殺渡し人 第8話「祭り囃子で渡します」（1983年） - おしの 役
  - 必殺剣劇人 第5話「月夜ばかりじゃねえ!」（1987年） - お民 役
- ザ・ハングマンII 第17話「クイズ!? 電気ショックの恐怖」（1982年、朝日放送）
- ザ・サスペンス「モモ子シリーズ1・十二年間の嘘 乳と蜜の流れる地よ」（1982年、TBS）
- 早春スケッチブック 第1話（1983年、フジテレビ）
- 漂流家族（1983年、東海テレビ）
- 月曜ワイド劇場「女性万引ガードマン」（1983年、テレビ朝日）
- 妻たちの乱気流（1984年、テレビ朝日）
- 巨獣特捜ジャスピオン（1985年 - 1986年、テレビ朝日） - サチ 役
- 特捜最前線 第418話「少年はなぜ母を殺したか?」（1985年、テレビ朝日）
- 私鉄沿線97分署 第42話「四の字固めで姉弟ブロック!!」（1985年、テレビ朝日）
- 長七郎江戸日記 （日本テレビ）
  - 第1シリーズ 第88話「宅兵衛に娘がいた」（1986年）
  - 第3シリーズ 第1話「将軍が消えた」（1990年） - 刺客 役
- 木曜ドラマストリート （フジテレビ）
  - 「放課後」（1986年）
  - 「あいつと私」（1986年）
- 京都かるがも病院 第8話「もう子どもは産みたくない」（1986年、テレビ朝日）
- 銭形平次 第9話「お藤、謎を解く」（1987年、日本テレビ）
- 大都会25時 第5話「夜の街潜入! 女刑事の危険な賭け」（1987年、テレビ朝日）
- あぶない刑事 第36話「疑惑」（1987年、日本テレビ） - 新田巡査の妹 役
- 超獣戦隊ライブマン 第1、8、29、30話（1987年、テレビ朝日） - 相川麻理 役
- 六本木ダンディーおみやさん 第6話「少女をワイセツ行為にハメた殺人事件」（1987年、朝日放送）
- 名奉行 遠山の金さん 第5シリーズ 第11話「公金を横領した武士の妻」（1993年、テレビ朝日）
- 火曜サスペンス劇場「フルムーン旅情ミステリー8・風の囁き」（1993年、日本テレビ）
- 理由（2004年、WOWOW） - 三田ハツエの次女 役
- DRAMA COMPLEX「理由～日テレヴァージョン～」（2005年、日本テレビ） - 三田ハツエの次女 役

### 舞台
- アンチゴーヌ(（1987年）
- おたふく物語
- フィガロの結婚
- 三文オペラ